# Tákis Kanellópoulos
Tákis Kanellópoulos (grec moderne : Τάκης Κανελλόπουλος) né le 26 octobre 1933 à Thessalonique et mort dans cette même ville le 21 septembre 1990 est un réalisateur, écrivain et poète grec.
Il ne réalisa que sept films, tous indépendants, dans lesquels il fit passer son lyrisme poétique. Tákis Kanellópoulos privilégia, comme Theo Angelopoulos plus tard, l'image par rapport au dialogue. Ses trois premiers films font partie, selon la critique, des meilleurs films grecs.

## Biographie
Tákis Kanellópoulos commença ses études à l'école de cinéma Stavrakos d'Athènes avant d'aller à l'Académie des beaux-arts de Munich.
Il fut l'assistant de Michael Cacoyannis sur Stélla.
Sa première réalisation fut un court métrage documentaire en 1960 Mariage macédonien. Le film est considéré comme un des meilleurs du genre car le réalisateur ne filma pas pour démontrer ses hypothèses ethnographiques, mais il se contenta d'enregistrer les interactions pour laisser apparaître les structures sociales. Ses deux documentaires suivants Thasos et Kastoria continuent cette exploration d'une Grèce différente, où les rituels anciens sont encore présents,.
Son premier long métrage Ciel, un film antimilitariste. Il est écrit à partir des souvenirs, des lettres ou des journaux intimes des soldats grecs de la guerre italo-grecque. Dès lors, c'est la peur, l'incompréhension mais aussi l'altruisme de ces soldats qui sont racontés, et au-delà, l'histoire est appréhendée par un angle différent de ce que présentent la version officielle. L'image, due à Giovanni Varriano, tout en longs plans larges explore la beauté de la nature dans laquelle les humains se fondent, devenant eux aussi des forces élémentaires et saisissant leur grandeur au moment où ils agonisent et disparaissent. Le ciel du titre englobe tout et tous, comme un dôme spirituel. Ciel a été comparé au Sang d'un poète de Cocteau ou L'Enfance d'Ivan de Tarkovski, puis rétrospectivement à un film comme La Ligne rouge de Terrence Malick. comme Le film lui valut les foudres de la censure en 1962 mais l'inscrivit définitivement dans la nouvelle vague des réalisateurs grecs.
Ses deux films suivants dans les années 1960, L'Excursion puis Parenthèse se caractérisent par leur image épurée parfois quasiment fixe amenant à une distanciation, leur quasi-absence de dialogues et la subtilité des émotions évoquées. Tákis Kanellópoulos préféra toujours l'image aux dialogues. Il fut un des premiers réalisateurs grecs à explorer la forme cinématographique elle-même, amenant à une esthétique radicalement nouvelle. Il était la réponse grecque à la crise de la représentation dans les années 1950-1960, comme la Nouvelle Vague fut la réponse française, Antonioni la réponse italienne ou Ozu la réponse japonaise.
Parenthèse fut son dernier film à connaître le succès public. Ses films suivants parurent empesés et surtout autoréférants. Les critiques considérèrent que Kanellópoulos aurait pu se contenter d'en faire des courts-métrages. Carnets romantiques est ainsi tourné comme si la caméra était l'œil d'un passant dans la rue qui serait le témoin de saynètes éphémères qu'il sauverait de l'oubli en les enregistrant ainsi. Pour son dernier film, Sonia, Kanellópoulos se refusa à toute promotion et son œuvre intimiste passa inaperçue.
Kanellópoulos cessa de tourner après 1980. Il vécut le reste de ses jours en ermite intellectuel.

## Filmographie

### Documentaires
- 1960 : Mariage macédonien (el)
- 1961 : Thassos (el)
- 1969 : Kastoria (el)

### Longs métrages
- 1962 Ciel
- 1966 L'Excursion
- 1968 Parenthèse (el)
- 1972 Dernier Printemps (el)
- 1975 Chronique d'un dimanche (el)
- 1978 Carnets romantiques (el)
- 1980 Sonia (el)

## Récompenses
- Semaine du cinéma grec 1960 (Thessalonique) : meilleur documentaire (Mariage macédonien)
- Festival du cinéma grec 1966 (Thessalonique) :
  - sélection pour L'Excursion
  - prix spécial pour « avoir élevé le niveau poétique du festival » avec L'Excursion
- Festival du cinéma grec 1969 (Thessalonique) : meilleur documentaire (Kastoria)